# Saint-Rosaire
Saint-Rosaire est une municipalité de paroisse du Québec (Canada) située dans la municipalité régionale de comté d'Arthabaska et la région administrative du Centre-du-Québec. 

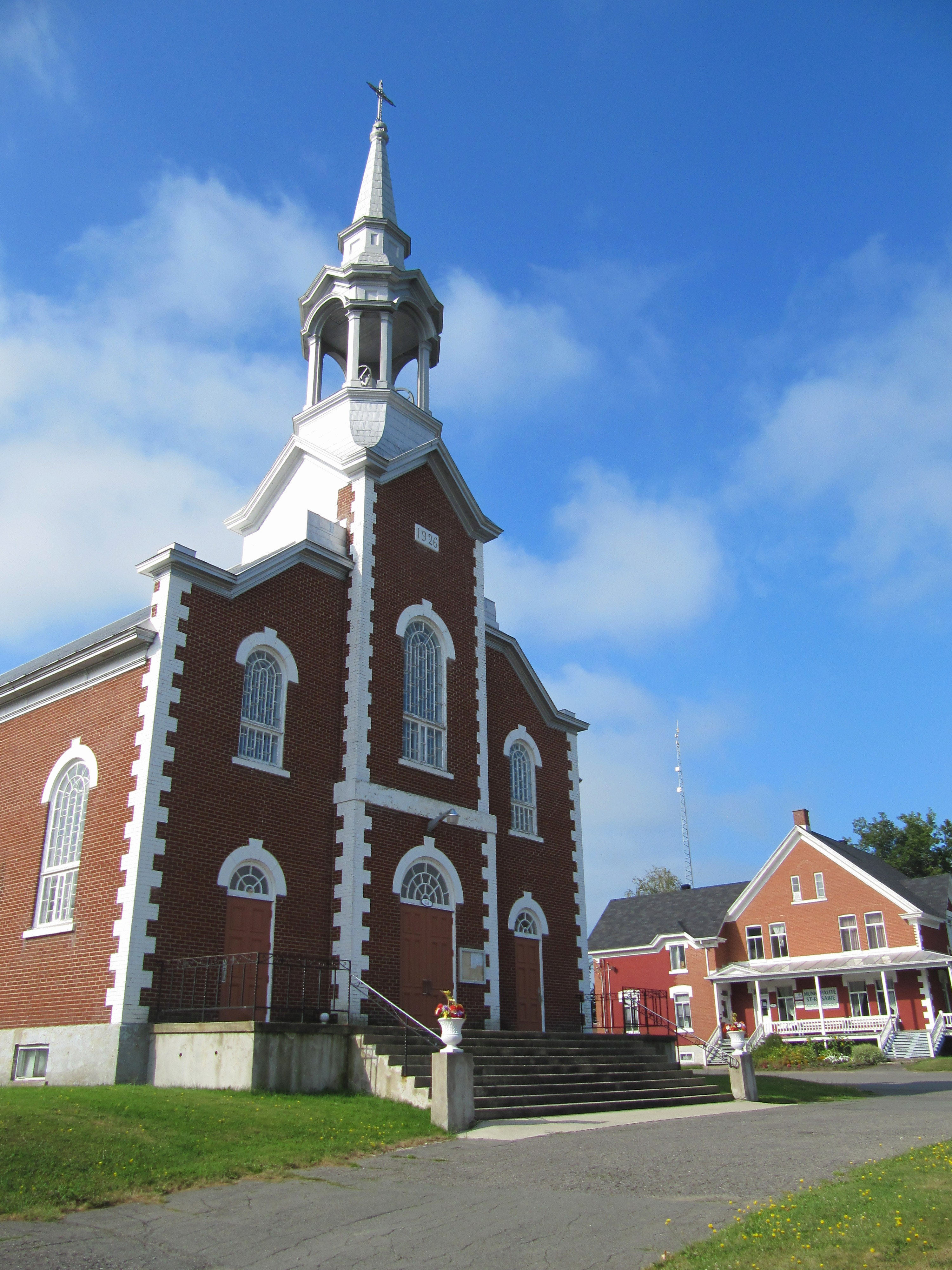
Église de Saint-Rosaire et édifice municipal

## Toponymie
Elle est nommée en l'honneur du rosaire.

## Géographie
La rivière Blanche traverse le nord de la municipalité en coulant vers le nord-ouest.
La rivière Noire en traverse le sud en coulant vers l'ouest.

## Démographie
| 1996 | 2001 | 2006 | 2011 | 2016 | 2021 |
| ---- | ---- | ---- | ---- | ---- | ---- |
| 741  | 771  | 776  | 838  | 843  | 932  |

En 2021, la langue maternelle de tous les habitants est le français à l'exception de 5 habitants anglophones et 10 habitants dont la langue maternelle n'est pas officiellement reconnue. Tous les habitants savent parler français. 

## Administration
Les élections municipales se font en bloc pour le maire et les six conseillers.
| Saint-Rosaire Maires depuis 2001                                                                                     |                |         |          |
| Élection | Maire          | Qualité | Résultat |
| 2001 | Yvan Godin     |         | Voir     |
| 2005 | Yvan Godin     | Voir    |          |
| 2007 | Harold Poisson |         | Voir     |
| 2009 | Harold Poisson | Voir    |          |
| 2013 | Harold Poisson | Voir    |          |
| 2017 | Harold Poisson | Voir    |          |
| 2021 | Harold Poisson | Voir    |          |
| Élection partielle en italique Depuis 2005, les élections sont simultanées dans toutes les municipalités québécoises |                |         |          |

## Tourisme
À Saint-Rosaire se trouve le domaine du lac Cristal où un complexe touristique nommé Cristal Aventure ayant bénéficié d'un investissement de 11 millions de dollars est en construction depuis 2023. 